# Aurania (Schiff, 1924)
Die Aurania (III) war ein 1924 in Dienst gestellter Ozeandampfer der britischen Reederei Cunard Line, der als Royal Mail Ship im Passagier- und Postverkehr zwischen Großbritannien und Kanada eingesetzt wurde. 1942 wurde sie an die britische Admiralität verkauft und 1961 in La Spezia abgewrackt.

## Das Schiff
Das 13.984 BRT große Dampfturbinenschiff Aurania wurde auf der Werft Swan, Hunter & Wigham Richardson im nordenglischen Wallsend (North Tyneside) gebaut und lief am 6. Februar 1924 vom Stapel. Das 158,40 Meter lange und 19,90 Meter breite Passagier- und Postschiff wurde mit Dampfturbinen angetrieben, die 8500 SHP leisteten. Die Höchstgeschwindigkeit lag bei 15 Knoten. An Bord des Schiffs war Platz für 500 Passagiere in der Kabinenklasse und 1200 in der Dritten Klasse.
Die Aurania war eins von sechs Schwesterschiffen der „A“-Klasse, die die Cunard Line in der ersten Hälfte der 1920er in Dienst stellten. Die anderen waren die Ausonia (II), die Andania (II), die Ascania (II), die Antonia und die Alaunia (II).
Die Aurania wurde bei Beginn des Zweiten Weltkriegs zum bewaffneten Hilfskreuzer umgebaut und als Geleitschutz für HX-Geleitzüge (z. B. Geleitzug HX 126) eingesetzt. In dieser Rolle überstand das Schiff eine Kollision mit einem Eisberg während einer Patrouillenfahrt im Juli 1941. Im Oktober des gleichen Jahres erhielt sie einen Torpedotreffer und überlebte erneut. Unter großen Schwierigkeiten gelang es, den Clyde zu erreichen.
Später wurde sie, wie zwei ihrer Schwesterschiffe, zum Werkstattschiff umgebaut. Schließlich diente sie als Artifex (Kennung: F28) im Fernen Osten. Nach dem Krieg wurde sie der Reserveflotte zugeteilt. In Italien wurde sie 1961 verschrottet.